# دوك إيسون
دوك إيسون (بالإنجليزية: Doc Eason)‏ هو ساحر استعراضي ومؤلف ومدرس ومحاضر أمريكي، ولد في 22 يوليو 1947 في ناوغاتوك في الولايات المتحدة.